# Bakhtyuras Besikbayev
Bakhtyuras Shampekuly Besikbayev (1920 - 26 de junho de 1941) foi artilheiro e operador de rádio no 207º Regimento de Aviação de Bombardeiros de Longo Alcance durante a Segunda Guerra Mundial. Ele foi declarado postumamente, tanto um Herói da Federação Russa quanto um Herói do Cazaquistão após a dissolução da União Soviética.

## Biografia
Besikbayev nasceu em 1920 de uma família cazaque na aldeia de Ilinskoe no ASSR do Turquestão, na área que agora é Almaty, Cazaquistão. Ao atingir a idade militar, foi convocado para o Exército Vermelho e designado para a Força Aérea, onde alcançou o posto de sargento júnior como operador de rádio e artilheiro.

## Segunda Guerra Mundial e façanha
Logo após a invasão alemã da União Soviética, que começou em 22 de junho de 1941, Besikbayev foi designado para o 1º Esquadrão do 207º Regimento de Aviação de Bombardeiros de Longo Alcance, parte da 42ª Divisão de Aviação de Bombardeiros de Longo Alcance da 3º. Corpo de Aviação de Bombardeiros na Frente Ocidental, onde voou como artilheiro traseiro do piloto Aleksandr Maslov. Em 26 de junho, ele foi morto em ação com o resto da tripulação depois que Maslov atacou um comboio alemão na estrada Molodechno-Radoshkovichi em um bombardeiro de longo alcance Ilyushin Il-4, possivelmente por um ataque de fogo taran (o ato de bater uma aeronave em chamas no chão) inicialmente atribuídas a Nikolai Gastello. A tripulação foi inicialmente declarada desaparecida em ação pelas forças aéreas soviéticas e, consequentemente, foram consideradas potenciais traidores. Em 1951, os restos da tripulação foram identificados não como os da tripulação de Gastello, que havia sido declarado Herói da União Soviética depois de ter sido creditado por bater em uma coluna de tanque alemã depois que seu avião pegou fogo, mas como os da tripulação de Maslov com base nas descobertas de várias medalhas militares e uma chave de apartamento. No entanto, as descobertas não foram divulgadas imediatamente devido ao status de Gastello como o primeiro a liderar um ataque de fogo taran. No final dos anos 80 e 90, muitas publicações concluíram que o primeiro soco em terra foi conduzido pela tripulação Maslov, levando os quatro membros da tripulação a serem postumamente premiados com a Ordem da Guerra Patriótica, 1ª classe, em 1992, e o título de Herói da Federação Russa em 1996. Em 1998, Besikbayev foi declarado herói do Cazaquistão.